# Моя справа
«Моя справа» (рос. Моё дело) — радянський художній фільм — виробнича драма за п'єсою  Андрія Вейцлера і  Олександра Мішаріна «Цілісінький день».

## Сюжет
Дія відбувається в СРСР середини 1970-х років. Сюжет фільму оповідає про один день життя великого радянського підприємства. Директор машинобудівного заводу Друянов зриває постачання котлів для споруджуваної ГРЕС. Міністерство збирається передати керівництво заводом новій людині. Однак, перш ніж Дмитро Семеняка прийме рішення про прийняття посади у Друянова, він хоче розібратися в тому, чому виникли затримки з постачанням котлів.
Семеняка проводить один день в управлінні заводу і поступово починає розуміти, що колишній директор — людина старого гарту, досвідчений і талановитий керівник, але звик вирішувати питання управління заводом за допомогою різних хитрощів і політичних ходів. Друянов заздалегідь знав, що без модернізації виробництва не зможе вчасно поставити котли, але підписав зобов'язання в розрахунку на фінансування і ресурси, які заводу виділять під цей проект…
Кінцівка фільму не дає відповіді про рішення призначенця, але Семеняка заявляє Друянову, що настали нові часи, коли потрібно керуватися насамперед відкритістю і раціональністю, а не маневрами і хитрощами.

## У ролях
- Борис Андрєєв —  Друянов
- Георгій Тараторкін —  Дмитро Семеняка
- Олександр Кайдановський —  Березовський
- Ігор Владимиров —  Казачкін
- Валентина Ананьїна —  Алла Юріївна
- Інна Макарова —  Зоя Дем'янівна
- Іван Рижов —  Сиволобов
- Михайло Погоржельский — Георгій Янович Бутурлакін
- Анатолій Грачов — Григорій Тарасович Гринько
- Віктор Шульгін — Олексій Якович Темерін
- Микола Граббе — Крутов
- Микола Прокопович — Трегубович
- Ніна Маслова — Ольга

## Знімальна група
- Автор сценарію:  Олександр Мішарін
- Режисер:  Леонід Марягін
- Оператор:  Володимир Чухнов
- Художник:  Василь Щербак
- Композитор:  Ян Френкель